# 木更津市立請西小学校
木更津市立請西小学校（きさらづしりつ じょうざいしょうがっこう）は、千葉県木更津市請西にある公立小学校。

## 概要
開校当時の学区は請西、真舟、太田3・4丁目だったが、2000年初頭頃から現在の請西東地区、2000年後半から現在の請西南地区の宅地造成が進み、住宅地が増加するたびに児童数も増加した。当小学校はプレハブ校舎を建てるなどの対応をしたものの、最盛期には児童数が1000人を越しこれ以上受け入れ対応ができない状況となった。この状況に木更津市は、当時から計画があった真舟小学校の建設計画を始動、2011年10月に新設校の開校が決定し、2014年4月開校した。この結果、当小学校の児童数は減少した。

## 沿革
- 1979年4月3日 - 木更津市立第二小学校及び木更津市立清見台小学校から分離し開校
- 2014年 - 真舟小学校の新規開校に伴い、学区の一部を分離する[1]。

## 部活動
- 合唱部
- 陸上部

## 進学先中学校
- 木更津市立木更津第二中学校
- 木更津市立太田中学校

## 学校周辺
- 八崎公園
- 東太田郵便局
- 矢那川